# Front Patriotique pour le Progrès
Die Front Patriotique pour le Progrès (FPP, en.: Patriotic Front for Progress, dt.: „Patriotische Front für Fortschritt“) ist eine Politische Partei in der Zentralafrikanischen Republik. Sie ist Beobachtermitglied der Sozialistischen Internationale.

## Geschichte
Die FPP wurde 1991 offiziell gegründet, nachdem sie bis dahin als Front patriotique Oubanguien (Oubanguien Patriotic Front) aufgetreten war. Diese Oppositionsbewegung war bereits 1972 im Exil entstanden. Bei den Parlamentswahlen 1993 gewann sie sieben Sitze in der Nationalversammlung und wurde damit die drittgrößte Partei. Ihr Präsidentschaftskandidat Abel Goumba erhielt im ersten Wahlgang 21,7 % der Stimmen und kam in die Stichwahl, in der er Ange-Félix Patassé mit 53 zu 47 % unterlag. Bei den Parlamentswahlen 1998 gewann die Partei erneut sieben Sitze. Bei den Präsidentschaftswahlen im folgenden Jahr nominierte die Partei erneut Gouma; er belegte mit 7 % der Stimmen den vierten Platz von zehn Kandidaten.
Im Jahr 2002 setzte die Partei ihre Beteiligung an der Oppositionskoalition aus. In den Wahlen 2005 war Goumba erneut Präsidentschaftskandidat der Partei. Er errang nur 2,5 % der Stimmen und wurde sechster von elf Kandidaten. In den Parlamentswahlen errang die FPP nur noch zwei Sitze. Goumba kandidierte für einen Sitz in der Nationalversammlung, unterlag jedoch. Seine Frau Anne-Marie errang jedoch einen Sitz.
Goumbas Sohn Alexandre wurde am 5. März 2006 auf einer außerordentlichen Generalversammlung der FPP per Akklamation zu seinem Nachfolger als Präsident gewählt. Es folgte jedoch ein interner Streit; schließlich erkannte der Staatsrat am 16. Mai 2008 die Rechtmäßigkeit von Alexandre Goumbas Wahl an, und er wurde am 4. Oktober 2008 zum Präsidenten der FPP ernannt.
Im Jahr 2010 schloss sich die Partei im Rahmen ihrer Vorbereitungen auf die Parlamentswahlen 2011 der Allianz der Präsidentiellen Mehrheit an. Obwohl sie 20 Kandidaten stellte, konnte sie keinen einzigen Sitz erringen.